# حاجی‌آباد (کردکوی)
حاجی آباد، روستایی است از توابع بخش مرکزی شهرستان کردکوی در استان گلستان ایران.

## جمعیت
این روستا در دهستان چهارکوه قرار دارد و براساس سرشماری مرکز آمار ایران در سال ۱۳۸۵، جمعیت آن ۲۹۵ نفر (۶۶خانوار) بوده‌است.